# 颯田琴次
颯田 琴次（さった ことじ、1886年（明治19年）7月24日 - 1975年（昭和50年）10月2日）は、耳鼻咽喉科学者、音声学者。
ヴァイオリン演奏では専門家の域に達しており、しばしばプロの交響楽団に加わって演奏したり、声楽家の診断から発声指導まで幅広く行なった。

## 略歴
東京出身。東京帝国大学（現・東京大学）医学部・薬学部卒、東京音楽学校（現・東京芸術大学）卒。1920年東大耳鼻咽喉科教室および生理学教室で研究。1931年「音響刺激に因る耳殻反射運動」で医学博士。1936年小幡重一、石本巳四雄、田口三郎らと日本音響学会を設立。1943年東京帝大医学部教授、1952年東京藝術大学教授、1953年NHK放送文化賞受賞。1959年国立聴力言語障害者更生指導所初代所長。1969年日本青少年文化センター会長。この間、国語審議会委員、NHK交響楽団顧問、NHK評議員、文部省推薦映画の選定委員、国立劇場評議員、日本耳鼻咽喉学会理事長を務めた。

## エピソード
日本の作曲家・指揮者山田耕筰に「カツラを被れ」と指摘し、結果として彼を「山田耕作」から「山田耕筰」に改名させた。

## 著書

### 単著
- 『感覚系 耳の機構について』中山書店〈心理学講座 第2巻〉、1953年10月。
- 『食道・外頸部・レ線学的診断と治療・音声』金原出版〈日本耳鼻咽喉科全書 第4巻〉、1953年11月。
- 『かたい声、やわらかい声』日本放送出版協会、1976年9月。
- 回想集編纂委員会編集 編『回想颯田琴次』颯田医学奨学会、1985年10月。

### 共著
- 颯田琴次、藤田康三、菅原淳夫『音声学』音楽之友社、1951年6月。
- 颯田琴次、藤田康三、菅原淳夫『音声の生理』中山書店〈生理学講座 第10巻〉、1951年11月。
- 颯田琴次、高藤次夫『食道音声の実際』金原出版〈臨床医学文庫 152〉、1954年12月。
- 『音声障害の臨床』颯田琴次・切替一郎監修、医学書院、1970年6月。

## 脚註